# Guy Henri Modeste de Fontaine
Guy Henri Modeste de Fontaine (né le 17 mars 1797 à La Châtaigneraie où il est mort le 17 août 1862) est un homme politique français.

## Biographie
Il fit ses études de droit, et entra dans la magistrature sous la Restauration. Juge au tribunal civil de Bourbon-Vendée de 1824 à 1830, il donna sa démission après la révolution de Juillet 1830, pour ne pas prêter serment à Louis-Philippe, et professa les opinions royalistes les plus nettes. 
Élu, le 23 avril 1848, représentant de la Vendée à l'Assemblée constituante, il siégea à la droite légitimiste, fit partie du comité de l'intérieur, et se prononça : pour le rétablissement du cautionnement, contre les poursuites contre Louis Blanc et Caussidière, pour le rétablissement de la contrainte par corps, contre l'amendement Grévy, pour la sanction de la Constitution par le peuple, contre le droit au travail, contre l'ensemble de la Constitution, pour la proposition Ratoau, contre l'amnistie, pour l'interdiction des clubs, pour les crédits de l'expédition de Rome, etc. 
Réélu, le 13 mai 1849, représentant du même département à la Législative, Fontaine vota constamment avec la majorité monarchiste, sans se rallier à la politique de Louis-Napoléon Bonaparte. Il fut, le 29 février 1852, candidat de l'opposition légitimiste dans la 2e circonscription de la Vendée, pour les élections au Corps législatif, et échoua face à Alfred Le Roux, candidat officiel.
Il est l'oncle d'Eugène-Pierre de Fontaine.

## Sources
- « Guy Henri Modeste de Fontaine », dans Adolphe Robert et Gaston Cougny, Dictionnaire des parlementaires français, Edgar Bourloton, 1889-1891 [détail de l’édition]